# UFC 228
UFC 228: Woodley vs. Til var en MMA-galla som arrangeredes af Ultimate Fighting Championship og fandt sted 8. september 2018 i Dallas i USA.